# Arpella d'espatlles blanques
L'arpella d'espatlles blanques (Circus melanoleucos) és un ocell rapinyaire de la família dels accipítrids (Accipitridae). És una espècie migratòria, que cria en zones obertes de l'Àsia oriental, al sud-est de Sibèria, nord-est de Mongòlia, Manxúria i nord de Corea. Hiberna en una ampla zona, des del Pakistan fins a les Filipines i les illes Grans de la Sonda. El seu estat de conservació es considera de risc mínim.
És un arpellot de mitjana grandària que fa uns 45 cm de llarg i 115 d'envergadura. Fort dimorfisme sexual, amb uns mascles molt contrastats, amb cap, pit i parts superiors negres i abdomen i la major part de les ales per baix blanques. Les femelles molt menys contrastades, amb un color clar de fondo pigallat de marró.